# XIV. dinasztia
Az ókori egyiptomi XIV. dinasztia a Nílus-delta területét uralta a második átmeneti korban, kb. 75–155 éven át (i. e. kb. 1725–1650 vagy 1805–1650 között). Fővárosuk valószínűleg Avarisz volt. A dinasztia egyidőben uralkodott a memphiszi székhelyű XIII. dinasztiával. Uralkodóit az egyiptológusok kánaáni vagy nyugati sémi eredetűnek tartják nevük alapján – Ipku neve nyugati sémi nyelven kegyelmet, Kareh neve kopasz embert jelent, Jakbim neve amorita eredetű (ia-ak-bi-im), Jakubher neve szintén idegen. Fennmaradtak núbiai eredetű nevek is, például Neheszi királyé, akinek neve núbiait jelent, illetve Tati királynéé.

## Kronológia
A XIV. dinasztiát a XI., XII. és XIII. dinasztiával együtt szokták a középbirodalomhoz is sorolni, de leggyakrabban a második átmeneti korhoz sorolják a XIII., XV. és XVI. dinasztiával együtt. Uralkodásának időtartama legalább részben átfedésben van a XIII. és a XV. dinasztiáéval.
A XIV. dinasztiáról olyan keveset tudunk, hogy uralkodásának pontos időtartama vitatott, az egyes tudósok véleménye akár 75 évvel is eltér egymástól. Kim Ryholt egyiptológus szerint a dinasztia a XII. dinasztia uralkodásának utolsó éveiben vagy röviddel azután jelent meg, Szobeknoferuré uralkodása alatt vagy utána. Ryholt úgy véli, hogy a Delta keleti részén élő kánaáni népesség kinyilvánította függetlenségét és visszaverte a XIII. dinasztia memphiszi királyainak a Delta visszaszerzésére tett kísérleteit. A XIV. dinasztia Ryholt szerint i. e. 1805-től a hükszoszok inváziójáig, i. e. 1650 körülig tartott, és körülbelül 155 évet ölelt fel.
Ezt az elméletét nem mindenki osztja; Manfred Bietak, Daphna Ben Tor, valamint James és Susan Allen szerint a XIV. dinasztia nem jelenhetett meg a XIII. dinasztia uralmának közepéig, kb. i. e. 1720-ig, azaz a IV. Szobekhotep uralkodását követő évekig. Érvelésüket főleg arra alapozzák, hogy a bizonyítékok azokból a rétegekből, amelyekből a XIV. dinasztia uralkodóinak pecsétjei előkerültek, azt mutatják, hogy a dinasztia a XIII. dinasztia későbbi királyaival egy időben volt hatalmon, vagyis csak körülbelül i. e. 1700-tól. Bietak a XIV. dinasztia feltehetőleg második uralkodója, Neheszi feliratait és műemlékeit szintén kb. i. e. 1700-ra datálta.
Neheszi nagyon rövid uralkodását követően a legtöbb tudós – köztük Bietak és Ryholt – szerint a Delta vidékét valószínűleg hosszadalmas éhínség és talán egy járvány is sújtotta, ami a dinasztia uralkodásának végéig tartott. Lehetséges, hogy ugyanez az éhínség a XIII. dinasztiát is sújtotta, ami utolsó ötven évében szintén instabilitást mutat és számos, igen rövid ideig uralkodó királyt mutat fel, kb. i. e. 1700-tól 1650-ig. A két királyság meggyengült állapota részben magyarázatot adhat arra, miért tudta a megszálló hükszosz hatalom i. e. 1650 körül ilyen gyorsan elfoglalni az országot.

## Székhelyük
Manethón a XIV. dinasztiához 76 uralkodót sorol, akik szerinte nem Avariszból, hanem Xoiszból kormányoztak. Kim Ryholt azonban felhívja rá a figyelmet, hogy a második átmeneti kor legértékesebb forrásának minősülő torinói királylista csak kb. 56 uralkodót sorol fel, és annyi hely a sérült részeken sincs, hogy több mint 70 név elférne. Ryholt arra is rámutat, hogy az avariszi ásatások során feltártak egy hatalmas királyi palotát a második átmeneti korból. Ennek egyik udvarából előkerült egy király vagy magas rangú hivatalnok több mint kétszeres életnagyságú szobra, melyen nem egyiptomi címek szerepeltek. Ryholt és a legtöbb egyiptológus emiatt osztozik abban a nézetben, hogy a dinasztia királyainak székhelye nem Xoisz, hanem Avarisz volt.

## Területük és külpolitikájuk

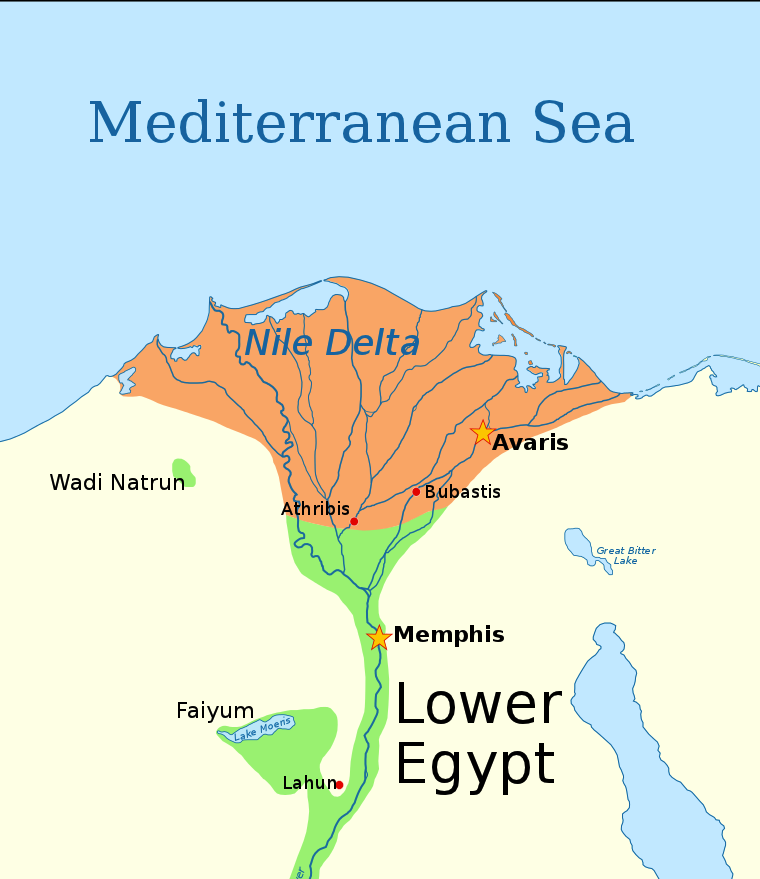
Narancsszínnel az a rész, amely Ryholt szerint valószínűleg a XIV. dinasztia uralma alá tartozott.

A XIV. dinasztia által uralt területek pontos határai a dinasztia által hátrahagyott leletek alacsony száma miatt nem ismertek. A második átmeneti korról írt tanulmányában Ryholt arra a következtetésre jut, hogy a dinasztia által közvetlenül uralt terület nagyjából a Nílus-deltának felelt meg, határai nyugaton Athribisz, keleten Bubasztisz környékén húzódtak.
A XIV. dinasztiának tulajdonítható pecsétek kerültek elő az akkoriban a XIII. dinasztia területének minősülő Közép- és Felső-Egyiptomból is, délen pedig még a harmadik kataraktán túli Dongolából is. Északon kerültek elő pecsétjeik Levante déli részén, főként a Földközi-tenger partvidékén, egészen a mai Izrael területén található Tell Kabriig. Ez azt mutatja, hogy a dinasztiát fontos kereskedelmi kapcsolatok kötötték össze a XIII. dinasztia területeivel, a kánaáni városállamokkal és Núbiával is. Ryholt emellett azt is felveti, hogy Sesi, aki szerinte a XIV. dinasztia egyik királya volt, egy Tati nevű núbiai hercegnőt vett feleségül, hogy erősítse a kusita királysághoz fűződő kapcsolatait.

## Uralkodói
A dinasztia uralkodóinak sorrendje a torinói királylistán szerepel és általánosan elfogadott, leszámítva az első öt uralkodót, akiket itt Ryholt elmélete alapján adunk meg. Az ő nevük a torinói papiruszon nem szerepel, leszámítva talán egyiküket; Ryholt feltételezése szerint nevük helyén a wsf jelzés szerepelt, ami azt jelentette, hogy ezen a helyen hiányos volt a dokumentum, amely segítségével a torinói listát a XIX. dinasztia idején összeállították. Ryholt az első öt királyt fennmaradt pecséteik egymáshoz képest datálása segítségével azonosítja; következtetéseivel azonban Ben Tor vitába szállt tanulmányában, melyet azokkal a rétegekkel kapcsolatban írt, melyben az első öt király pecséteit megtalálták. Ben Tor véleménye szerint Sesi, Aahotepré Aamu és Jakbim uralkodása a hükszosz XV. dinasztia uralmának második felére datálható, így nem a XIII. dinasztiával egy időben éltek. Ben Tor véleménye szerint ezek a királyok nagy valószínűséggel a hükszoszok kevéssé jelentős vazallusai voltak, akik a Nílus-deltában uralkodtak.
| Neve                 | Uralkodási ideje         | Megjegyzések |
| -------------------- | ------------------------ | --- |
| Jakbim (Szehaenré)   | 1805–1780 vagy 1650 után | Helye a kronológiában vitatott, talán a XV. dinasztia vazallusa                                                                  |
| Ja'ammu (Nubuszerré) | 1780–1770                | Helye a kronológiában vitatott                                                                                                   |
| Kareh (Hauszerré)    | 1770–1760                | Helye a kronológiában vitatott                                                                                                   |
| 'Aamu (Aahotepré)    | 1760–1745 vagy 1650 után | Helye a kronológiában vitatott, talán a XV. dinasztia vazallusa                                                                  |
| Sesi (Maaibré)       | 1745–1705 vagy 1650 után | Több mint 300 szkarabeusz említi; felesége talán a núbiai Tati. Helye a kronológiában vitatott, talán a XV. dinasztia vazallusa. |

A következő uralkodók létezése biztos, megerősíti a torinói királylista és többüket korabeli források is:
| Neve               | Uralkodási ideje | Megjegyzések |
| ------------------ | ---------------- | --- |
| Neheszi (Aaszehré) | 1705             | A dinasztia királyai közt neki maradt fenn a legtöbb említése. Két műemléken szerepel a neve Avariszban. Neve jelentése: „a núbiai”. |
| Hahereuré          | 1705             | – |
| Nebefauré          | 1704             | A torinói királylista szerint 1 év 5 hónap 15 napig uralkodott                                                                       |
| Szehebré           |                  | A torinói királylista szerint 3 év […] hónap 1 napig uralkodott                                                                      |
| Merdzsefaré        | 1699-ig          | Egyetlen sztélé említi a deltabeli Szaft el-Hinnából                                                                                 |
| III. Szeuadzskaré  |                  | A torinói királylista szerint 1 évig uralkodott                                                                                      |
| Nebdzsefaré        | 1694-ig          | – |
| Webenré            |                  | – |
| Ismeretlen         |                  | Neve elveszett a torinói királylistán                                                                                                |
| […]dzsefaré        |                  | – |
| […]webenré         | 1690-ig          | – |
| II. Auibré         |                  | – |
| Hóribré            |                  | – |
| Nebszenré          |                  | Egy edényen említik uralkodói nevét. Legalább 5 hónapig uralkodott.                                                                  |
| Ismeretlen         |                  | wsf a torinói királylistán, azaz lacuna volt itt abban a dokumentumban, amelyről a listát másolták                                   |
| […]ré              |                  | – |
| Szeheperenré       |                  | Neheszi, Nebszenré és Merdzsefaré mellett csak neki maradtak fenn biztos említései kortárs forrásokból is                            |
| Dzsedheruré        |                  | – |
| II. Szanhibré      |                  | – |
| Nofertum[…]ré      |                  | – |
| Szehem[…]ré        |                  | – |
| Kakemuré           |                  | – |
| Noferibré          |                  | – |
| I[…]ré             |                  | – |
| Hakaré             |                  | – |
| Aakaré             |                  | – |
| Hapu[…] Szemenenré |                  | – |
| Anati Dzsedkaré    |                  | – |
| Bebnum ([…]karé)   |                  | – |
| Ismeretlen         |                  | Nyolc sor elveszett a torinói királylistáról                                                                                         |
| Szenofer[…]ré      |                  | – |
| Men[…]ré           |                  | – |
| Dzsed[…]ré         |                  | – |
| Ismeretlen         |                  | Három sor elveszett a torinói királylistáról                                                                                         |
| Ink […]            |                  | – |
| 'A[…]              |                  | – |
| 'Apepi (?)         |                  | – |
| Ismeretlen         |                  | Öt sor elveszett a torinói királylistáról                                                                                            |

Végül számos olyan király, akit korabeli leletek említenek, de a torinói királylistán nem szerepel, talán a XIV. vagy a XV. dinasztiához sorolható. Személyazonosságuk és a kronológiában elfoglalt helyük bizonytalan.
| Neve                  | Említései        |
| --------------------- | ---------------- |
| Nuja                  | 1 szkarabeuszon  |
| Seneh                 | 3 szkarabeuszon  |
| Sensek                | 1 szkarabeuszon  |
| Uadzsed               | 5 szkarabeuszon  |
| Hamuré                | 2 szkarabeuszon  |
| Jakareb               | 2 szkarabeuszon  |
| Jakubher (Meruszerré) | 27 szkarabeuszon |

## Fordítás
Ez a szócikk részben vagy egészben  a   Fourteenth Dynasty of Egypt című angol Wikipédia-szócikk ezen változatának fordításán alapul.  Az eredeti cikk szerkesztőit annak laptörténete sorolja fel. Ez a jelzés csupán a megfogalmazás eredetét és a szerzői jogokat jelzi, nem szolgál a cikkben szereplő információk forrásmegjelöléseként.